# Athens (Nowy Jork)
Athens – miasto w Stanach Zjednoczonych, w stanie Nowy Jork, w hrabstwie Greene.